# Castiglione (Carovilli)
Castiglione è una frazione del comune di Carovilli, nella provincia di Isernia, Molise. Sito in una zona di grande valore paesaggistico e faunistico.

## Luoghi di interesse
Rilevante è la presenza dell'Oasi WWF di Collearso (attraversata dal fiume Trigno) nella quale si possono osservare molte specie di mammiferi (cinghiale, daino, volpe, lupo, puzzola europea, tasso, donnola), uccelli (nibbio), rettili (vipera comune, lucertola, biscia) e anfibi.
Per ciò che riguarda il patrimonio storico e architettonico va segnalata l'antica chiesa sul colle, risalente al Quattrocento, che oggi, specie nei mesi estivi, ospita manifestazioni teatrali e di musica classica.

## Festività
Il santo patrono di Castiglione di Carovilli è San Nicola di Bari che si festeggia a dicembre e a maggio. Inoltre, ogni 17 ottobre, giorno di San Vincenzo, ha luogo la fiera paesana, un tempo incentrata sulla compravendita di bestiame.

## Manifestazioni
La seconda e terza settimana di agosto, nella località di Staffoli, a 5 km dal paese, si svolge una manifestazione rivolta agli amanti dei cavalli: "Staffoli Horses". Le passeggiate a cavallo rappresentano, durante tutto l'arco dell'anno, un'attrattiva specifica di questi luoghi.
Durante la stagione propizia, in tutta la zona attorno al paese è diffusa la ricerca di funghi (prugnoli, galletti, ecc.) e di tartufi, che abbondano in quest'area.